# Csákvár
Csákvár is een stad (város) en gemeente in het Hongaarse comitaat Fejér. Csákvár telt 5529 inwoners (1 januari 2021).